# Toon Schröder

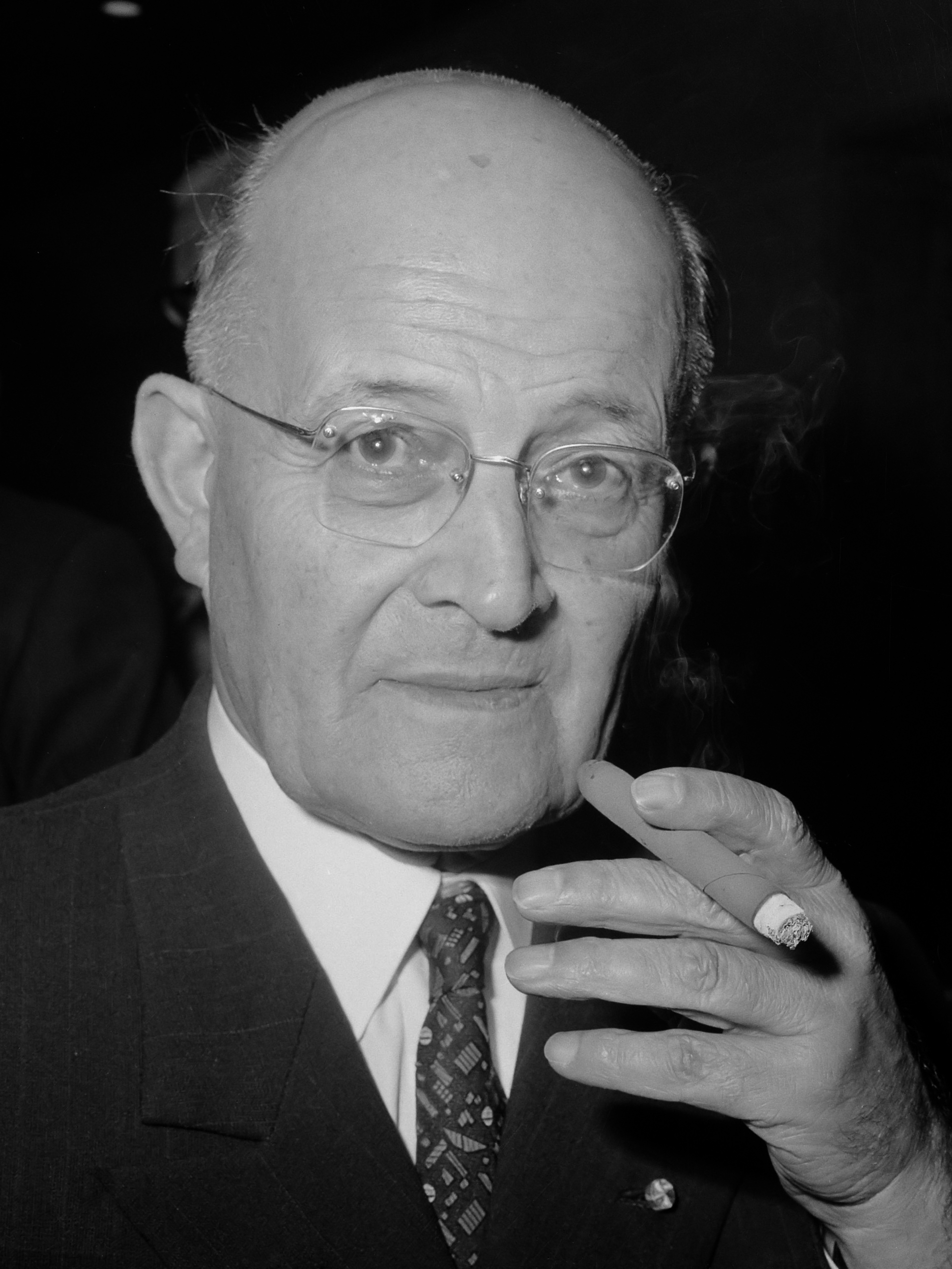
Schröder bei seiner Verabschiedung als KNVB-Präsident (1966)

Antoon Louis Marie „Toon“ Schröder (* 19. April 1893 in Eindhoven; † 13. November 1976 in Breda) war ein niederländischer Fußballfunktionär. Zwischen 1957 und 1966 war er Vorsitzender des Koninklijke Nederlandse Voetbal Bond (KNVB).

## Werdegang
Schröder war der Sohn eines Zigarrenfabrikanten aus der Provinz Noord-Brabant. Im Dezember 1909 schloss er sich dem nur wenige Wochen zuvor gegründeten EVV Eindhoven an, bei dem er schnell in der Wettkampfmannschaft reüssierte. Später wurde er Vorsitzender des Vereins, den er nach finanziellen Problemen im Anschluss an den Ersten Weltkrieg durch die Fusion mit dem Lokalrivalen Gestel 1921 stärkt. Er wurde Präsident des Fußballverbandes Noord-Brabant, dessen Pokalwettbewerb nach ihm benannt wird. Am 26. Oktober 1957 wurde er als Nachfolger von Hans Hopster, in dessen vierjähriger Amtszeit die Einführung des teilweise umstrittenen Berufsfußballs in den Niederlanden fiel, zum Vorsitzenden des KNVB ernannt. Während mit Elek Schwartz erstmals nach dem Zweiten Weltkrieg ein Bondscoach längerfristig mit der A-Nationalmannschaft arbeiten durfte und von 1957 bis 1964 im Amt war, stärkte Schröder parallel weiter den Amateurgedanken und förderte die vom vormaligen Bondscoach Karel Kaufman betreute niederländische Amateurnationalmannschaft, mit der er etwa 1959 im Vorfeld der Olympischen Spiele 1960 in Rom zum Länderspiel gegen die italienische Amateurauswahl anreiste. 1966 wurde er von Wim Meuleman, einem ebenfalls aus dem EEV-Kreis stammenden Funktionär, als KNVB-Präsident beerbt. Seinen zuvor erhaltenen Sitz im Nationalen Olympischen Komitee behielt er.
1922 heiratete er Theodora Maria Josephina Schoenmakers, mit der er fünf Kinder bekam. 1976 verstarb Schröder im Alter von 83 Jahren. Hauptberuflich leitete er zeitweise die Zuid-Nederlandse Zeemlederfabriek in Oosterhout.